# Rhinopias frondosa
Rhinopias frondosa är en fiskart som först beskrevs av Günther 1892.  Rhinopias frondosa ingår i släktet Rhinopias och familjen Scorpaenidae. Inga underarter finns listade i Catalogue of Life.